# Tunele: Bliżej
Tunele: Bliżej – powieść fantasy, napisana przez Rodericka Gordona i Briana Williamsa w 2010 r., po raz pierwszy wydana w Wielkiej Brytanii 3 maja 2010 r., w Polsce zaś 10 listopada tegoż roku przez wydawnictwo Wilga. Jest to czwarta część serii Tunele. Książka składa się z pięciu części i 36 rozdziałów.

## Fabuła
- Will, Dr. Burrows i Elliott kontynuują eksplorację w świecie podziemnym. Tymczasem bliźniaczki Rebeki, które jak się okazało przeżyły eksplozję docierają do miasta Nowa Germania w podziemnym świecie, założonego pod koniec II Wojny Światowej przez niemieckich kolonistów. Na jaw wychodzi fakt, że Styksowie wspomagali zbrojnie Hitlera, co dwie dziewczyny postanawiają wykorzystać i żądają wydania wojsk w ramach zapłaty za pomoc podczas wojny. Kanclerz Germanii użycza Rebekom część floty powietrznej i na jej czele siostry w towarzystwie płk Bismarcka wyruszają na poszukiwania Willa, dr Burrowsa i Elliott. Wkrótce dochodzi do pochwycenia doktora oraz jego syna przez Styksów i jedynie Elliott pozostaje wolna, ma jednak w posiadaniu ampułkę z Dominium, co daje jej przewagę nad wrogiem. Dochodzi mimo tego do wymiany ognia, podczas której giną Tom Cox i dr Burrows. Ostatecznie Rebeki otrzymują wirus, Willowi i Elliott zaś udaje się ujść wolno. Ruszają do Górnoziemia, gdyż jak okazało się dziewczyna wypiła szczepionkę i teraz wystarczy przekazać próbkę jej krwi ludziom z powierzchni, aby unieszkodliwić wirus.
- Pani Burrows powraca do sił, nie ujawnia tego jednak rodzinie policjanta, który się nią opiekuje, udając nieprzytomną. Okazuje się, że straciła bezpowrotnie wzrok, uzyskała jednak specjalną umiejętność wyczuwania feromonów, dzięki czemu wie kto znajduje się w jakim miejscu w jej otoczeniu i odczuwa jego nastrój. Po jakimś czasie Styksowie postanawiają zbadać fenomen Celii i dowiedzieć się w jaki sposób przeżyła tak długo po użyciu ciemnego światła. Zabierają ją do laboratorium, gdzie mają wyjąć jej mózg, czym by ją uśmiercili.
- Tymczasem Chesterowi i Marcie udaje się dotrzeć na górę: żywiąc się łapanymi przez kobietę ptakami zamieszkują w opuszczonym domu, gdzie dochodzi do uwięzienia Chestera. Marta okazuje się coraz bardziej obłąkana, uznaje się za matkę chłopaka. Temu jednak udaje się aktywować nadajnik dany mu przez Drake'a, co umożliwia mężczyźnie odnalezienie go. Po kilku tygodniach męki Chester zostaje uwolniony przez Drake'a i jego sprzymierzeńca, Styksa, zwanego Eddiem, który nie zgadza się z okrutną polityką Rebek i ich dziadka. Marta zostaje postrzelona i ucieka na plażę, gdzie dopada ją bielak, który jak się okazuje zmierzał za nią od Otchłani. Chester, Eddie i Drake udają się do Londynu, gdzie spotykają naświetlonych rodziców chłopaka, których udaje się wyrwać spod kontroli Styksów. Wkrótce Eddie i Drake wyruszają do Wiecznego Miasta, by rozpylić tam środek, dzięki czemu zginą ślimaki, roznoszące wirus Dominium. Misja się udaje, jednak podczas jej przeprowadzania Drake odkrywa prawdę, że Eddie przez wiele lat współpracował ze Styksami i był świadkiem torturowania i zabicia jego przyjaciółki ze studiów, porwanej do Kolonii. Mężczyzna obezwładnia i usypia Styksa, po czym wyrusza do Kolonii, by zniszczyć laboratorium. Dzięki rozpyleniu przez system napowietrzający gazu usypiającego renegat może działać bezpiecznie i udaje mu się dotrzeć do laboratorium, gdzie znajduje Celię. Budynek zostaje zniszczony, a jedyną istniejącą próbką Dominium jest ta, którą posiada Rebeka. Wkrótce okazuje się, że Eddie przejął kontrolę nad panią Rawls, matką Chestera. Na powierzchnię wydostają się zaś Elliott i Will. Wszyscy zamieszkują w odległym domu ojca Drake'a. W międzyczasie Rebeki przejmują władzę w Nowej Germanii i wyprowadzają jej wojska na powierzchnię. Podziemna armia atakuje centrum Londynu, pogrążając kraj w chaosie. Na dodatek premier Wielkiej Brytanii zostaje naświetlony, stając się marionetką Styksów, próbki szczepionki, przekazane do trzech szpitali zaś giną w niewyjaśnionych okolicznościach.